# Yémi Apithy
 Yémi Geoffrey Apithy (n. 5 aprilie 1989, Dijon, Franța) este un scrimer beninez specializat pe sabie, vicecampion african în 2014 si în 2015, campion Franței pe echipe în 2011.

## Carieră
Deține dubla cetățenie benineză și franceză: tatăl său este beninez, în timp ce mama să este franțuzoaica. S-a apucat de scrimă din copilărie, luând exemplul fratelui mai mare Boladé Apithy, care a devenit în cele din urmă vicecampion european la sabie. În paralel Yémi a practicat și rugby-ul. La scrimă s-au format frații la clubul ASPTT. Yémi a fost laureat cu bronz la campionul național la copii, apoi cu aur pe echipe la cadeți. A fost chemat la lotul național de juniori pentru Campionatul European de juniori din 2007 de la Praga, unde s-a clasat pe locul 4 pe echipe.
A trebuit să lase activitatea competițională pentru a urma studiile de podologie în Belgia. Totuși, s-a răzgândit după ce l-a întâlnit pe președintele proaspăt înființatei Federației Benineze de Scrimă. În sezonul 2011 a devenit campion național a Franței pe echipe împreună cu fratele său și Nicolas Rousset. În același an, la Catania, a fost primul scrimer beninez care a participat la un Campionat Mondial. A ajuns în tabloul final de 64, dar a fost eliminat de maghiarul Áron Szilágyi. În sezonul 2012 nu a putut să califice la Jocurile Olimpice din 2012, fiind eliminat de Mamoudou Keita în semifinală la Turneul preolimpic de la Casablanca.
În sezonul 2014 a cucerit medalia de argint la Campionatul African de la Cairo, după ce a pierdut cu egipteanul Ziad Elsissy. Și-a repetat performanța în anul următor, pierzând în finală cu un alt egiptean, Mohamed Amer. La Campionatul Mondial din 2015 a ajuns din nou în tabloul final de 64, unde a fost depășit de iranianul Mojtaba Abedini. 
În luna martie 2016 s-a calificat pentru Jocurile Olimpice de vară din 2016, fiind unul din cei doi mai bine clasați din Africa. Astfel a devenit primul scrimer olimpic beninez. A fost portdrapelul Beninului la ceremonia de deschidere. La 
proba de sabie individual a fost eliminat în primul tur de germanul Max Hartung.

## Palmares
Clasamentul la Cupa Mondială
| An  | 2011 | 2012 | 2013 | 2014 | 2015 | 2016 |
| --- | ---- | ---- | ---- | ---- | ---- | ---- |
| Loc | 165  | 57   | 180  | 40   | 34   | 41   |